# Stern John
Pour les articles homonymes, voir John.
Stern John est un footballeur international trinidadien né le 30 octobre 1976 à Cane Farm.

## Biographie
En 1995, Stern John quitta son pays pour rejoindre le Mercer County Community College, une université américaine. Il commença sa carrière professionnelle en 1998 au Crew de Columbus en Major League Soccer. Le club de Columbus (Ohio) testa Stern John sur les conseils de son cousin Ansil Elcock, lui aussi à Columbus et international trinidadien. Avec Columbus, Stern John s'est révélé être l'un des attaquants les plus prolifiques dans l'histoire de la ligue américaine, terminant meilleur buteur de la MLS en 1998 avec 26 buts. Il fut sélectionné dans l'équipe-type de la MLS et récidiva comme meilleur buteur l'année suivante (18 buts).
Ses performances dépassèrent l'Atlantique et il signa à Nottingham Forest en deuxième division anglaise contre £1,5 million. Cependant, des difficultés financières obligèrent l'équipe à vendre Stern John à Birmingham City en Premier League pour la somme de £100 000, Stern John ayant marqué 18 buts en 49 matchs pour Nottingham Forest. À Birmingham, Stern John joua rarement et fut vendu à Coventry en 2004.
Pour sa première saison avec Coventry, Stern John finit comme second buteur de l'équipe, inscrivant 12 buts bien que plus souvent remplaçant que titulaire. Au début de la saison 2005-2006, après la signature de James Scowcroft, John s'est trouvé en dehors des plans de l'entraîneur Micky Adams. En conséquence, il a été prêté à Derby County le 16 septembre 2005, avant de rejoindre Coventry trois mois plus tard.
Le 29 janvier 2007, Stern John a été transféré au Sunderland AFC, ce qui fit de lui la sixième recrue de l'entraîneur Roy Keane durant le mercato. Il a marqué ses premiers buts pour Sunderland contre Southend United (4-0) le 17 février 2007. 
Le 29 août 2007, John signa à Southampton dans le cadre d'un échange avec son compatriote Kenwyne Jones. Il a inscrit ses premiers buts lors d'une victoire 3-2 contre West Bromwich Albion, le 6 octobre 2007. À l'été 2009, après avoir été prêté une bonne partie de la saison passée à Bristol City, il signe à Crystal Palace. Manquant de temps de jeu, il est prêté le 26 novembre 2009 à Ipswich Town.
Stern John est un joueur prépondérant pour l'équipe de Trinité-et-Tobago puisque meilleur buteur de l'histoire avec 69 buts en 109 sélections. Il a participé avec son pays à la Coupe du monde 2006.